# Тихотин стан
Тихотин стан — историческая административно-территориальная единица Юрьев-Польского уезда Замосковного края Московского царства. 
Находился на западной границе уезда, в верховьях рек Колокши и  Пекши.
Происхождение названия неясно.
Основными землевладельцами в стане в разное время были Великие князья московские, Троице-Сергиева лавра, Архангельский собор Московского кремля, князь Дмитрий Михайлович Пожарский и его потомки.

## Населённые пункты и пустоши в XVI—XVII веках[3]
- с.Бадаково
- с.Богородское
- д.Горшиха
- д.Домнино
- д.Кикомарша
- с.Клобуково
- д. Кожино
- с.Космодемьянско
- с. Косто
- д.Ладожино
- д.Лакомово (Воронцово тож)
- с.Лучинское
- д.Макарово
- с.Марьино
- с.Никольское
- с.Новое
- с.Новое Скоморохово
- д.Пахачево
- с.Покровское
- с.Рождественное
- д.Собино
- с.Спасское
- д.Старково
- д.Стеферово
- д.Тютково
- д.Тимошкино
- д.Ульяниха
- с.Фетиньино
- c.Фомино (Фоминское)
- д.Фофелово
- с.Фролищи
- д.Шилово
- с.Яковлево